# Jan Nepomuk II. ze Schwarzenbergu
Jan Nepomuk II. ze Schwarzenbergu (29. května 1860 Vídeň – 1. října 1938 Vídeň), celým jménem Jan Nepomuk Adolf Maria Hubert Maximín, kníže ze Schwarzenbergu, vévoda krumlovský, německy Johann Nepomuk Adolf Maria Hubert Maximin Fürst zu Schwarzenberg, Herzog von Krummau, byl příslušník a kníže šlechtického rodu Schwarzenbergů, představitel tzv. primogenitury, 14. vévoda krumlovský a český zemský i říšský poslanec za šumavské okresy. Byl předním českým podnikatelem, významným mecenášem a podporovatelem kulturních a vědeckých spolků, přičemž se angažoval na poli charitativním. Inicioval a také financoval výstavbu železnic v jižních Čechách a na Šumavě a po roce 1918 se se svým synem JUDr. Adolfem ze Schwarzenbergu podílel na úspěšné transformaci Schwarzenberského dominia v Československé republice.

## Život

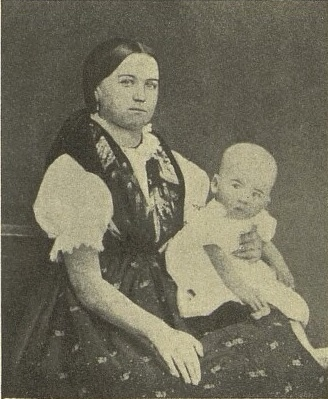
Jan Nepomuk se svou chůvou šáfářkou Veselou z Křenovic

### Mládí a studium
Narodil se roku 1860 ve vídeňském paláci Schwarzenbergů jako nejstarší syn knížete Adolfa Josefa a Idy Marie, dcery Aloise II. z Lichtenštejna. V době vlády jeho děda Jana Adolfa II. a otce Adolfa Josefa vrcholila modernizace hospodářství a průmyslu na schwarzenberských panstvích, které vyústily v tzv. Schwarzenberský ekonomický zázrak v jižních Čechách. Bylo reformováno a rozvíjeno jihočeské lesnictví, zemědělství, mlékárenství, pivovarnictví, rybníkářství a dolování. Byly zakládány školy a na knížecích panstvích byli vyhledávání nadějní studenti, kteří byli následně posílání na náklady knížat za studii do zahraničí.
V duchu tradice byl proto Jan již od mládí připravován na převzetí rozsáhlého Schwarzenberského dominia. Maturitu složil v roce 1879 na věhlasném Schottengymnasium ve Vídni a následně vystudoval státovědu v Mnichově. V letech 1879–1884 sloužil v rakousko-uherské armádě, kde dosáhl hodnosti majora. Koncem 19. století je uváděn jako nadporučík v záloze. Od roku 1884 studoval i lesnictví v Mnichově
Ve Vídni se 28. srpna roku 1889 oženil s Terezií, rozenou hraběnkou z Trauttmansdorf-Weinsbergu. Z manželství vzešli tři synové – Adolf, Felix a Edmund, a pět dcer – Ida, Josefína, Anna, Marie Benedikta a Terezie. Mluvil plynně česky.

### Politická dráha
Podobně jako jeho otec i mnozí další členové rodu byl politicky aktivní. V doplňovacích volbách v lednu 1891 byl zvolen na Český zemský sněm za kurii velkostatkářskou. Zastupoval nesvěřenské velkostatky. Mandát obhájil v řádných zemských volbách roku 1895. Po volbách roku 1895 je uváděn jako konzervativní velkostatkář (tzv. Strana konzervativního velkostatku, která podporovala české státní právo). Je uváděn i mezi poslanci zvolenými v zemských volbách roku 1901.
Byl i poslancem Říšské rady (celostátního parlamentu Předlitavska), kam usedl ve volbách roku 1891 za kurii venkovských obcí v Čechách, obvod Prachatice, Vimperk atd. Ve volebním období 1891–1897 se uvádí jako princ Johann Schwarzenberg, statkář, bytem zámek Hluboká (Frauenberg).
V Říšské radě je po volbách roku 1891 řazen mezi konzervativní velkostatkáře. V předvolebním prohlášení se vyslovil pro národnostní porozumění mezi Čechy a Němci a na podporu zájmů zemědělského lidu. Národní listy to ovšem označily za příliš nekonkrétní platformu a požadovaly, aby prohlásil, že se nepřipojí k německé centralistické skupině. Po volbách nakonec usedl do konzervativního Hohenwartova klubu.
Od roku 1915 až do zániku monarchie byl členem Panské sněmovny (nevolená horní komora Říšské rady).
V pozici poslance usiloval o vybudování železniční sítě v jižních Čechách a na Šumavě, což se mu podařilo a následnou výstavbu pak sám financoval. Byly tak vystavěny dráhy České Budějovice–Horní Planá, Prachatice–Vodňany a Strakonice–Volyně–Vimperk. Roku 1894 nechal také zbudovat úzkokolejnou dráhu k dolům u Černé v Pošumaví a dráhu k chýnovské vápence.

### Správa majetku
Od roku 1892 byl dědičným princem. 13. října 1903 mu jeho otec, kníže Adolf Josef Schwarzenberg, na slavnostním aktu v Třeboni odevzdal vládu nad rodovým panstvím. Šlo celkem o 30 statků, z toho v Čechách o rozloze 255 037 jiter. Jako generální zplnomocněnec se ujal správy schwarzenberských panství a pokračoval v započatém úspěchu svého otce a děda. Krátce po vypuknutí I. světové války zemřel jeho otec kníže Adolf Josef a Jan Nepomuk II. se tak stal 9. vládnoucím knížetem ze Schwarzenbergu, hlavou rodu, a 14. vévodou krumlovským.
Během války se aktivně humanitárně angažoval. Financoval lazaretní vlak pro zraněné vojáky na frontě a přímo na krumlovském zámku založil vojenský lazaret. Co se hospodářství v době války týče, třebaže výroba přirozeně klesla, neboť na frontě zahynulo velké množství místních mužů a evropská ekonomika byla ve značně špatné situaci, nebyla schwarzenberská panství, infrastruktura první světovou válkou dotčena a díky své síle představovala významný stabilizační prvek v regionu.

### Transformace dominia po roce 1918
Po vzniku Československa se Jan Nepomuk II. musel vypořádat s koncem Schwarzenberského dominia tak, jak jej přejímal od svých předků. V nové republice byly zrušeny šlechtické tituly, čímž například po 300 letech formálně zaniklo Krumlovské vévodství, avšak především měla být započata pozemková reforma doprovázená vyvlastňováním, během níž následně Jan Nepomuk II. přišel o dvě třetiny rodového majetku.
Jan Schwarzenberg po rozpadu monarchie získal švýcarské občanství, čímž si uchoval možnosti nadále používat knížecí titul.

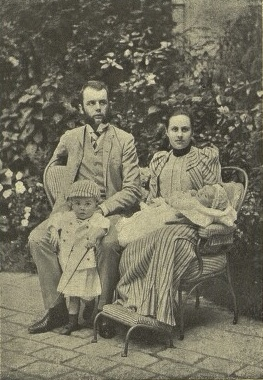
S chotí a synem Adolfem a Felixem na zámku v Protivíně, 1892

V předválečné době představovalo panství schwarzenberské primogenitury největší konsolidovaný majetek nejenom v Čechách, ale i v Rakousku-Uhersku. Základy Schwarzenberského dominia byly položeny, když franský diplomat Jan Adolf, I. kníže ze Schwarzenbergu, zakoupil roku 1660 třeboňské panství, a především pak roku 1719, kdy Adam František zdědil Krumlovské vévodství. Schwarzenbergové dále vykupovali nová panství, na kterých během následujících století neustále zaváděli nové reformy, podporovali vzdělanost a vedli nevídanou sociální politiku.
Před vznikem republiky roku 1918 tak Schwarzenberské dominium v jižních Čechách představovalo 180 000 ha půdy s vysoce výkonnou produktivitou a rozvitou infrastrukturou. Panství bylo rozděleno do jednotek zvaných velkostatky (v Čechách celkem 14) se 150 místními dvory, 29 cihelnami, 16 pivovary a dále několika vápenkami, cukrovary a dalšími podniky. Správní úřady se nacházely v Českém Krumlově, Hluboké nad Vltavou, v Lovosicích a v Praze. Vedle toho fungovala například Lesnická škola ve Zlaté koruně nebo Česká rolnická škola v Rábíně.
V nadcházejících složitých letech transformace se Jan Nepomuk ve svých 68 letech rozhodl pověřit svého syna a dědice JUDr. Adolfa ze Schwarzenbergu vyjednáváním se Státním pozemkovým ústavem, pročež jej jmenoval svým generálním zplnomocněncem.
Podle představ československé vlády měly být nadměrné šlechtické a církevní majetky vyvlastněny a přerozděleny drobným podnikatelům a hospodářům, případně ponechány ve vlastnictví státu. Vyvlastňování však mělo probíhat pouze za poskytnutí odpovídající finanční náhrady poškozené straně. Uhrazením ceny vyvlastněného majetku primogenitury by se však stát zruinoval. Docházelo tak k podhodnocování cen majetku až o 40 % a předpokládá se, že schwarzenberská primogenitura tak byla jen při samotných výpočtech ochuzena o 300 000 000 Kč. Zároveň byly samotné náhrady vypláceny jen velmi pomalu a v roce 1934 dlužil československý stát primogenituře cca 43 000 000 Kč. Podle dohody měly být pohledávky splaceny do roku 1984.

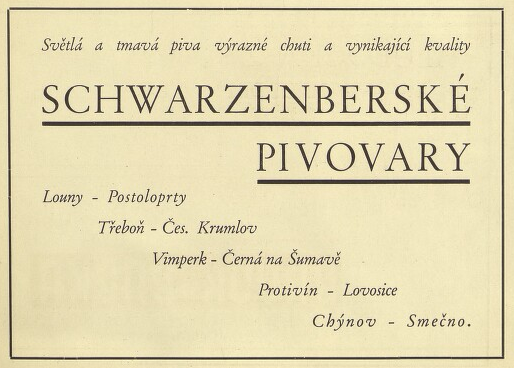
Reklama na Schwarzenberské pivovary ze 30. let, které představovaly 3,9 % výroby piva v celém Československu

Celkově pak bylo během let 1922 až 1931 vyvlastněno na dvě třetiny půdy primogenitury – z původních 176 000 ha zůstalo rodu jen 64 445 ha a v roce 1938 bylo vyvlastněno dalších 10 000 ha. Ve vlastnictví primogenitury tak zůstal pouze velkostatek Český Krumlov, Hluboká, Vimperk a Chýnov spolu s několika pozemky na Třeboňsku a Protivínsku.
Po vyvlastnění většiny původních velkostatků byla ekonomika regionu těžce zasažena, jelikož úspěchem dominia byla přesná spolupráce mezi jednotlivými podniky a jejich vzájemná propojenost a tedy i výrobní návaznost. Zároveň mnozí původně knížecí zaměstnanci, zvaní Švarcnberáci, odmítali pracovat v nových podmínkách a v případě, že je nebylo možné přesunout do zbylých knížecích velkostatků, ze soukromých podniků a zvláštně těch státních odcházeli pryč.
Přes tato úskalí se však na cca 60 000 ha, které rodu zbyly, podařilo obnovit konjunkturu a zahájit nový, tentokrát meziválečný schwarzenberský zázrak. S prvním vyvlastňováním byla zahájená okamžitá restrukturalizace a hledána nová odbytiště. Kladl se ještě větší důraz na efektivitu a soběstačnost. Jedinečnost tohoto rodinného podniku podtrhuje i fakt, že vyvlastnění a ovládnutí tohoto majetku představovalo zásadní cíl jak pro nacistické okupanty roku 1940, tak i pro nastupující komunistickou moc roku 1947, kdy tento majetek Schwarzenbergů v poválečném Československu představoval jeden z mála stabilních a prosperujících podniků, který přečkal zkázu války.
Moderní Schwarzenberské podniky se tak podařilo v Československu plně etablovat, avšak stejně tak i jméno rodu. Prezident Masaryk dokonce roku 1934 prohlásil, že šlechta jako taková v nové republice již neexistuje, avšak jenom proto, že jedinou opravdovou českou národní šlechtou se mohli zvát pouze Lobkowiczové a právě Schwarzenbergové.

### Mecenášství

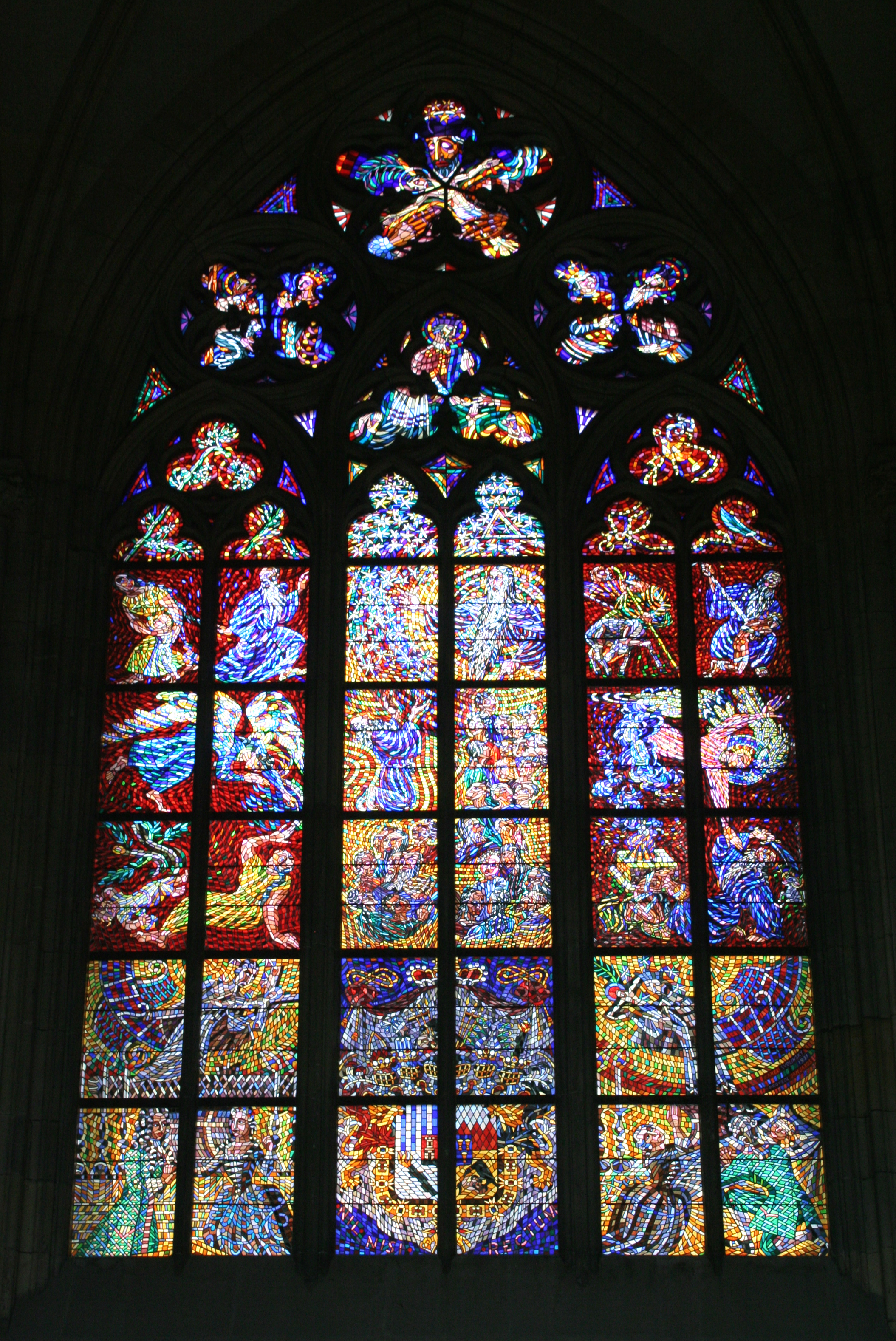
Schwarzenberská kaple v katedrále svatého Víta na Pražském hradě z roku 1929

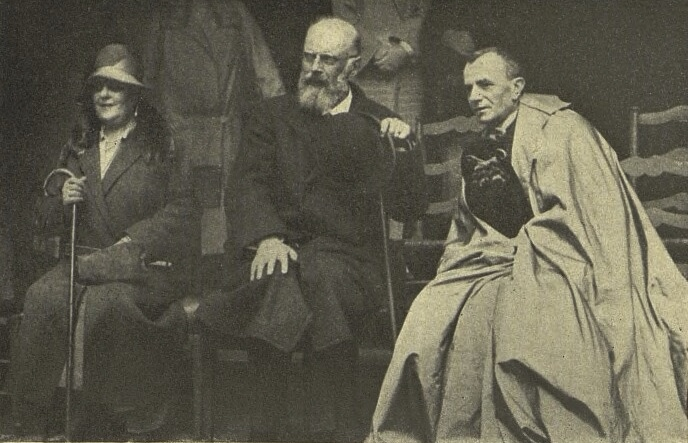
Jan Nepomuk s chotí a krumlovským prelátem L. Dvořákem během oslav svých narozenin v Českém Krumlově, 1930

Jan Nepomuk byl velmi činný v oblasti charity. Během války financoval nemocnice a lazaretní vlak na frontě. Byl také prezidentem Konference sv. Vincence, která pečovala o chudé a potřebné, a také Spolku sv. Rafaela, který se staral o vysídlené křesťany. Roku 1913 založil v Mladé Boleslavi nadaci pro studenty, roku 1914 nakoupil lůžka pro těžce nemocné v domě milosrdných ve Vídni a v roce 1927 významně podpořil Českou kolej v Římě.
Ačkoliv Schwarzenberské dominium po roce 1918 de iure zaniklo, Jan Nepomuk nadále financoval tzv. Schwarzenberský penzijní fond, ze kterého byly vedle běžných státních penzí vypláceny i vysoké knížecí penze pro bývalé zaměstnance, vdovy, nemocné a sirotky, čímž přispěl k nebývalé sociální stabilitě v regionu. Vedle toho byly rodem Schwarzenbergů přímo financovány a zřizovány starobince nebo opatrovnické domy pro děti (např. v Hluboké nad Vltavou).
Mimo humanitárně-sociální oblast se Jan Nepomuk II. angažoval i v podpoře umění a vědy. Finančně podporoval různé odborné kruhy a v některých sám působil. Díky jeho finanční podpoře byla založena například Hvězdárna České Budějovice. Financoval také Boubínskou rezervaci, ke které měl jeho rod velmi silný vztah, a na zámcích Český Krumlov, Třeboň a Kratochvíle nechal mimo jiné důkladně zrestaurovat nástěnné malby. Stejně jako jeho otec podporoval jihočeské archivnictví a místní archeologii. V roce 1929 pak nechal pro katedrálu svatého Víta v Praze zhotovit u Karla Svolinského velkolepou vitráž s patronem Janem Nepomuckým. Byl předsedou a členem mnoha spolků a velmi často asistoval při organizaci různých výstav – Jubilejní zemská výstava v Praze 1891, Hospodářská výstava ve Vídni 1898.
Jan Nepomuk též podporoval kulturní život ve městech spojených se schwarzenberskou tradicí. V Českém Krumlově například často poskytoval zámeckou zahradu pro události a slavnosti českých spolků a místní české školy. Každoročně pak byla pod jeho patronací v zámeckých zahradách pořádána českými kulturními spolky tzv. Národní slavnost v Českém Krumlově, která do roku 1938 představovala jednu z nejvýznamnějších českých národních a kulturních oslav v jižních Čechách. V roce 1929 nechal pro katedrálu svatého Víta v Praze zhotovit u Karla Svolinského velkolepou vitráž s patronem Janem Nepomuckým.
Ještě za jeho života a jeho jménem pohostil jeho syn JUDr. Adolf Schwarzenberg prezidenta Dr. Beneše na třeboňském zámku a především roku 1937 v Českém Krumlově, kde mu jménem rodu daroval 1 000 000 Kč na dostavbu československého opevnění.

### Ocenění
Jan Nepomuk byl za své aktivity odměněn roku 1915 Řádem zlatého rouna, v roce 1917 pak Řádem železné koruny a rytířským křížem Řádu Františka Josefa. V roce 1886 byl poctěn čestným občanstvím Lišova, roku 1891 Petrova Dvora a Ondřejova a v roce 1895 se stal i čestným občanem města Protivín.

### Konec života
Jan Nepomuk II. se potýkal s menšími zdravotními problémy již od roku 1934. V listopadu 1937 onemocněl vážně a byl dočasně upoután na lůžko, avšak po mírném zlepšení zdravotního stavu se odebral na své zimní sídlo v Itálii, kde se pokoušel nabrat síly. Nemoc však neustupovala a po třech měsících se ve velmi vážném stavu vrátil z Itálie do Vídně, kde okamžitě nastoupil do sanatoria. Po mírném zlepšení byl převezen do rodinného paláce na Rennwegu, nicméně stále pobýval na lůžku a případný převoz byl vyloučen.

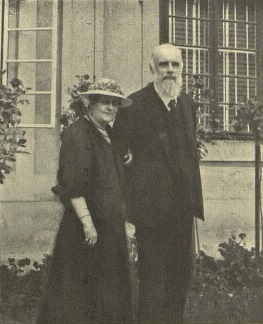
S chotí roku 1937 v paláci ve Vídni

Ve stejné době již Nacistické Německo připravovalo obsazení Rakouska, přičemž tyto snahy vyvrcholily tzv. Anšlusem 12. března 1938. Krátce na to nechal syn Jana Nepomuka II. JUDr. Adolf ze Schwarzenbergu vyvěsit na rodinném paláci ve Vídni černé prapory jako výraz odporu vůči nacismu. Poté, co byly i na území Rakouska zavedeny rasistické zákony a Židům byl například zakázán vstup do městských parků, nechal otevřít palácové zahrady a u vchodu vyvěsit oznámení "Zde židé vítáni". Mezitím se stav knížete Jana Nepomuka II. nadále zhoršoval a 1. října 1938 v přítomnosti své choti a syna Adolfa zemřel.
K jeho úmrtí došlo den po vyhlášení Mnichovské dohody, která předznamenávala nejenom konec první Československé republiky, ale i soumrak schwarzenberského rodu v jejich domovině v jižních Čechách.
Vzhledem k politické situaci nebylo možné ostatky převézt do jižních Čech, pročež proběhl 4. října provizorní pohřeb ve Vídni. Ostatky Jana Nepomuka II. byly převezeny a uloženy do rodinné hrobky u Třeboně až roku 1939. Ve stejném roce musel jeho syn a dědic JUDr. Adolf Schwarzenberg spolu s rodinou uprchnout před gestapem nejprve do Itálie a poté do USA. Jeho adoptivní syn JUDr. Jindřich Schwarzenberg byl však zatčen a transportován do koncentračního tábora Buchenwald. Třebaže oba válku a nacistické útrapy přežili, byl jim zamítnut návrat do vlasti a o dva roky později byl majetek schwarzenberské primogenitury protiústavně vyvlastněn zákonem (tzv. Lex Schwarzenberg).

## Rodina
Oženil se 27. srpna 1889 ve Vídni s Terezií hraběnkou z Trauttmansdorff-Weinsbergu (9. 2. 1870 Oberwaltersdorf, Dolní Rakousy – 12. 8. 1945 Neuenkirchen), dcerou knížete Karla Jana z Trauttmansdorffu (5. 9. 1845 Oberwaltersdorf, Dolní Rakousy – 9. 11. 1921 Horšovský Týn) a jeho manželky (sňatek 29. 4. 1869 Vídeň) Josefiny, markraběnky Pallaviciniové (2. 1. 1849 Jemnice – 14. 7. 1923 Drážďany). Narodilo se jim 8 dětí (tři synové a pět dcer, 5. a 6. dítě byla dvojčata):
- 1. Adolf (18. 8. 1890 Hluboká nad Vltavou – 27. 2. 1950 Bordighera), 15. vévoda krumlovský a 10. kníže ze Schwarzenbergu (1938–1950)
  - ∞ (29. 10. 1930 Berg) Hilda, princezna z Luxemburgu (1897–1979)
- 2. Karel Felix (8. 6. 1892 Hluboká nad Vltavou – 17. 2. 1919 Praha)
- 3. Ida (10. 3. 1894 Vídeň – 4. 1. 1974 Salcburk)
  - ∞ (4. 9. 1917 Hluboká nad Vltavou) Petr, hrabě Revertera von Salandra (1893–1966)
- 4. Josefina (3. 10. 1895 Protivín – 14. 10. 1965 Vídeň)
  - ∞ (23. 10. 1919 Hluboká nad Vltavou) Evžen Alfons, hrabě Černín z Chudenic (1892–1955)
- 5. Edmund Černov (23. 9. 1897 Hluboká nad Vltavou – 25. 12. 1932 loď Wangoni na cestě mezi Mombasou a Adenem; dvojče)
  - ∞ listopad 1923 Marie Pourová (13. 10. 1895 Žižkov –), v roce 1927 rozveden. „Černá ovce rodiny“, v roce 1915 vstoupil dobrovolně do rakousko-uherské armády. Věnoval se hazardním hrám. Studoval na univerzitě v Cambridgi. V roce 1923 se ho otec zřekl. V roce 1926 podepsal dohodu o odstupném. Nesměl pobývat v blízkosti schwarzenberských panství a musel přijmout příjmení Černov. V roce 1929 částečně zbaven svéprávnosti pro marnotratnost. Na konci života byla jeho životní družkou herečka Renate Hohn.
    - Maria Černovová (10. 8. 1925 Praha –) – doma se jí říkalo Majra.
- 6. Anna (23. 9. 1897 Hluboká nad Vltavou – 11. 1. 1954 Aufthal bei Zeltweg; dvojče)
- 7. Marie (27. 3. 1900 Hlubová nad Vltavou – 6. 3. 1981 Knittelfeld)
  - ∞ (27. 10. 1929 Vídeň) Engelbert, princ z Croÿ (1891–1974)
- 8. Terezie (11. 9. 1905 Protivín – 6. 4. 1979 Schweinfurt)
  - ∞ (30. 4. 1929 Schwarzenberg) Karel Ludvík, svobodný pán Guttenberg (1902–1945)